# Felix Müller
Hermann Felix Müller (Berlim, 27 de abril de 1843 — Dresden-Loschwitz, 31 de março de 1928) foi um matemático e historiador da matemática alemão.

## Vida
Obteve um doutorado em 1867 na Universidade de Berlim, orientado por Karl Weierstrass e Ernst Kummer, com a tese De transformatione functionis ellipticaris. Em 1868 entrou no Seminário Matemático-Pedagógico Schellbach e em 1869 foi professor auxiliar no Ginásio Real Friedrich Wilhelm. Em 1887 tornou-se professor ginasial ordinário no Luisengymnasium Berlin.

## Obras
- Carl Heinrich Schellbach. Gedächtnisrede gehalten in der Aula des Königlichen Friedrich-Wilhelms-Gymnasiums am 29.10.1892. Reimer, Berlin 1893. 35 S.
- Führer durch die mathematische Literatur. Mit besonderer Berücksichtigung der historisch wichtigen Schriften. Teubner, Leipzig 1909. (Kraus Reprint, 1979)
- Historisch-etymologische Studien über mathematische Terminologie, 1887
- Zur Terminologie der ältesten mathematischen Schriften in deutscher Sprache, Abhandlungen Geschichte Mathematik Bd.9, 1899, S.301-333
- Gedenktagebuch für Mathematiker.  3. Auflage, Teubner, Leipzig 1912 (mit einem Bildnis von Müller aus dem Teubner Archiv) Review von Ernest W. Ponzer